# Nakagawa Teruhito
Nakagawa Teruhito (仲川 輝人 Nakagawa Teruhito, sinh ngày 27 tháng 7 năm 1992) là một cầu thủ bóng đá người Nhật Bản thi đấu cho Machida Zelvia theo dạng cho mượn từ Yokohama F. Marinos.

## Thống kê sự nghiệp

### Câu lạc bộ
Cập nhật đến ngày 2 tháng 1 năm 2018.
| Câu lạc bộ          | Mùa giải            | Giải vô địch | Giải vô địch | Cúp1    | Cúp1      | Cúp Liên đoàn2 | Cúp Liên đoàn2 | Tổng    | Tổng      |
| Câu lạc bộ          | Mùa giải            | Số trận      | Bàn thắng    | Số trận | Bàn thắng | Số trận        | Bàn thắng      | Số trận | Bàn thắng |
| ------------------- | ------------------- | ------------ | ------------ | ------- | --------- | -------------- | -------------- | ------- | --------- |
| Yokohama F. Marinos | 2015                | 2            | 0            | 1       | 0         | 0              | 0              | 3       | 0         |
| Yokohama F. Marinos | 2016                | 3            | 0            | 0       | 0         | 5              | 1              | 8       | 1         |
| Yokohama F. Marinos | 2017                | 0            | 0            | 0       | 0         | 4              | 1              | 4       | 1         |
| Yokohama F. Marinos | 2018                | 0            | 0            | 0       | 0         | 0              | 0              | 0       | 0         |
| Yokohama F. Marinos | Tổng                | 5            | 0            | 1       | 0         | 9              | 2              | 15      | 2         |
| Machida Zelvia      | 2016                | 12           | 3            | 0       | 0         | -              | -              | 12      | 3         |
| Avispa Fukuoka      | 2017                | 20           | 0            | 0       | 0         | -              | -              | 20      | 0         |
| Tổng cộng sự nghiệp | Tổng cộng sự nghiệp | 37           | 3            | 1       | 0         | 9              | 2              | 47      | 5         |

1Bao gồm Cúp Hoàng đế Nhật Bản.
2Bao gồm J. League Cup.